# Avelis hystriculus
Avelis hystriculus är en spindelart som beskrevs av Simon 1895. Avelis hystriculus ingår i släktet Avelis och familjen krabbspindlar. Inga underarter finns listade.